# Plocaederus confusus
Plocaederus confusus là một loài bọ cánh cứng trong họ Cerambycidae.